# Нідервінклінг
Нідервінклінг (нім. Niederwinkling) — громада в Німеччині, розташована в землі Баварія. Підпорядковується адміністративному округу Нижня Баварія. Входить до складу району Штраубінг-Боген. Складова частина об'єднання громад Шварцах.
Площа — 25,63 км2. Населення становить 2850 ос. (станом на 31 грудня 2020).